# La Verrerie
La Verrerie (La Vèryére  en patois fribourgeois) est une commune suisse du canton de Fribourg, située dans le district de la Veveyse.

## Géographie
Selon l'Office fédéral de la statistique, La Verrerie mesure 13,38 km2. 6,6 % de cette superficie correspond à des surfaces d'habitat ou d'infrastructure, 77,9 % à des surfaces agricoles, 14,7 % à des surfaces boisées et 0,8 % à des surfaces improductives.
La Verrerie est limitrophe de Le Flon, Saint-Martin, Sâles, Semsales et Vuisternens-devant-Romont.

## Histoire
La commune est née en 2004 de la fusion des anciennes communes de Grattavache, Le Crêt et Progens. Elle tire son nom du hameau de La Verrerie (sur le territoire de l'ancienne commune de Progens) où s'est développée, au XIXe siècle, une importante industrie du verre et qui a été principal fournisseur de bouteilles des cantons de Vaud, Berne et Neuchâtel. Tout le matériel et le personnel se déplacent en 1912 à Saint-Prex, dans la verrerie qui y est alors nouvellement fondée.

## Évolution de la population
La Verrerie compte 1 324 habitants au 31 décembre 2022 pour une densité de population de 99 hab/km2. Sur la période 2010-2019, sa population a augmenté de 15,5 % (canton : 15,5 % ; Suisse : 9,4 %).